# ISAF-Segel-Weltmeisterschaften 2003
Die 1. ISAF-Segel-Weltmeisterschaften fanden vom 11. bis 24. September 2003 in Cádiz an der Südküste Spaniens statt. Die Regatten wurden im Segelrevier rund um den Golf von Cádiz ausgetragen.
Insgesamt wurden elf Wettbewerbe in verschiedenen Bootsklassen ausgetragen, vier für Männer und Frauen sowie drei offene Wettbewerbe. Für jeden Wettbewerb wurden zehn bis zwölf Regatten inklusive einer finalen Medaillenregatta veranstaltet. Alle Wettbewerbe wurden als Fleet-Race ausgetragen. An den Wettbewerben nahmen mehr als 1450 Segler und 993 Boote aus 71 Nationen teil.
Die Weltmeisterschaften waren zugleich Hauptqualifikationswettkämpfe für die Segelwettbewerbe bei den Olympischen Sommerspielen 2004 in Athen. 75 % aller Quotenplätze wurden hier vergeben.

## Ergebnisse
Die Platzierungen bei den einzelnen Regatten eines Wettbewerbs werden in Punkte umgerechnet. Das Ergebnis der schlechtesten Platzierung wird als Streichergebnis nicht berücksichtigt. Die Addition der Punkte bestimmt über die Abschlussplatzierung, wobei das Boot mit der niedrigsten Punktzahl gewinnt.

### Männer
| Bootsklasse        | Gold                         | Gold  | Silber                      | Silber | Bronze                      | Bronze |
| ------------------ | ---------------------------- | ----- | --------------------------- | ------ | --------------------------- | ------ |
| Windsurfen Mistral | Przemysław Miarczyński       | 22 P. | Nikolaos Kaklamanakis       | 53 P.  | Gal Fridman                 | 55 P.  |
| Finn Dinghy        | Ben Ainslie                  | 44 P. | Rafael Trujillo             | 48 P.  | Andrew Simpson              | 75 P.  |
| 470er              | Gabrio Zandona Andrea Trani  | 51 P. | Nathan Wilmot Malcolm Page  | 59 P.  | Gustavo Martínez Dimas Wood | 61 P.  |
| Starboot           | Xavier Rohart Pascal Rambeau | 22 P. | Fredrik Lööf Anders Ekström | 28 P.  | Iain Percy Steven Mitchell  | 42 P.  |

### Frauen
| Bootsklasse        | Gold                                      | Gold  | Silber                                     | Silber | Bronze                                   | Bronze |
| ------------------ | ----------------------------------------- | ----- | ------------------------------------------ | ------ | ---------------------------------------- | ------ |
| Windsurfen Mistral | Lee Korsitz                               | 55 P. | Barbara Kendall                            | 56 P.  | Faustine Merret                          | 63 P.  |
| Europe             | Siren Sundby                              | 54 P. | Sari Multala                               | 62 P.  | Mary Gaillard                            | 81 P.  |
| 470er              | Sofia Bekatorou Emilia Tsoulfa            | 47 P. | Ingrid Petitjean Nadège Douroux            | 61 P.  | Vlada Ilenko Natalia Gaponovich          | 62 P.  |
| Yngling            | Hannah Swett Joan Touchette Melissa Purdy | 54 P. | Ulrike Schümann Wibke Bülle Winnie Lippert | 61 P.  | Dorte Jensen Helle Jespersen Rachel Kiel | 67 P.  |

### Offen
| Bootsklasse | Gold                        | Gold  | Silber                         | Silber | Bronze                         | Bronze |
| ----------- | --------------------------- | ----- | ------------------------------ | ------ | ------------------------------ | ------ |
| Laser       | Gustavo Lima                | 27 P. | Robert Scheidt                 | 28 P.  | Michael Blackburn              | 62 P.  |
| 49er        | Chris Draper Simon Hiscocks | 42 P. | Christoffer Sundby Frode Bovim | 70 P.  | Rodion Luka Heorhij Leontschuk | 72 P.  |
| Tornado     | Darren Bundock John Forbes  | 34 P. | Leigh McMillan Mark Bulkeley   | 39 P.  | Santiago Lange Carlos Espínola | 66 P.  |

## Medaillenspiegel
| Platz | Land                   | Gold | Silber | Bronze | Gesamt |
| ----- | ---------------------- | ---- | ------ | ------ | ------ |
| 1     | Vereinigtes Königreich | 2    | 1      | 2      | 5      |
| 2     | Australien             | 1    | 1      | 1      | 3      |
|       | Frankreich             | 1    | 1      | 1      | 3      |
| 4     | Griechenland           | 1    | 1      | -      | 2      |
|       | Norwegen               | 1    | 1      | -      | 2      |
| 6     | Israel                 | 1    | -      | 1      | 2      |
|       | Vereinigte Staaten     | 1    | -      | 1      | 2      |
| 8     | Italien                | 1    | -      | -      | 1      |
|       | Polen                  | 1    | -      | -      | 1      |
|       | Portugal               | 1    | -      | -      | 1      |
| 11    | Spanien                | -    | 1      | 1      | 2      |
| 12    | Brasilien              | -    | 1      | -      | 1      |
|       | Finnland               | -    | 1      | -      | 1      |
|       | Deutschland            | -    | 1      | -      | 1      |
|       | Neuseeland             | -    | 1      | -      | 1      |
|       | Schweden               | -    | 1      | -      | 1      |
| 17    | Argentinien            | -    | -      | 1      | 1      |
|       | Dänemark               | -    | -      | 1      | 1      |
|       | Russland               | -    | -      | 1      | 1      |
|       | Ukraine                | -    | -      | 1      | 1      |